# Модус Вивенди
„Модус Вивенди – Средновековно общество в България“ (на латински: Modvs Vivendi) е културно-историческо общество, което се занимава с изследване, изучаване и експериментална реконструкция на аспекти от живота и културата от епохата на зрялото Средновековие (1000 – 1300 г.) в българските земи, Западна и Северна Европа и кръстоносните държави на Балканите и в Близкия изток.
Изследователската дейност на MODVS VIVENDI включва занимания с исторически, археологически и културологични проучвания и изследвания в полето на българската и европейска медиевистика, превод и популяризиране на средновековни исторически извори.
Експерименталната дейност на MODVS VIVENDI обхваща ежегодно провежданите експериментални средновековни лагери, заниманията с историческа фехтовка, стрелба с лък, готварство, музика, изработване на костюм, въоръжение, предмети на бита и различни други тематични работни семинари и практически проекти.